# Oceán (hudební skupina)
Oceán je česká hudební skupina, působící nejprve v letech 1985–1993 a následně, po svém obnovení, od roku 2011. Jejími členy do rozpadu na počátku devadesátých let 20. století byli Petr Muk (zpěv), Petr Kučera (klávesy), Jan Vozáry (bicí) a Dušan Vozáry (od roku 1987, klávesy), Zdeněk Pavelec (1985–1987, kytara).

## Historie
Počátky hudební spolupráce kmenových členů pozdějšího Oceánu se datují až do závěru sedmdesátých let. Na začátku následujícího desetiletí zpěvák Petr Muk, Dušan Vozáry a Petr Hons působili v punkové skupině Dural, kolem poloviny dekády se pro změnu Vozáry a Hons setkali s Petrem Kučerou v undergroundové skupině Gas. Během její krátké historie se k ní připojil také Petr Muk. Konkrétně Oceán pak svůj první koncert odehrál v roce 1985. 
Po úspěšných účastech v hudební soutěži Rocková liga, odchodu Zdeňka Pavelce v roce 1987 a souběžnému přechodu k čistě syntetizátorové hudbě je Oceán v roce 1988 oceněn na celorepublikovém hudebním festivalu Rockfest v Praze a vydává singl Ráchel/Dávná zem. Po úspěchu skladby Ráchel v žebříčku nakladatelství Supraphon je následující rok úspěšný také píseň Lék světu z druhého singlu skupiny. Zásadním úspěchem se stává pozvání od skupiny Erasure, která dostává nahrávku Oceánu během jejich pražského koncertu na podzim roku 1989, aby již v prosinci vystupovala jako její předskokan na turné po Velké Británii. V březnu 1990 skupina nahrála u bratislavského vydavatelství Opus debutové album Dávná zem. Album zaznamenalo veliký úspěch a proto skupina v následujícím roce nahrála u stejného vydavatelství druhé album Pyramida snů. V červenci 1991 skupina vystoupila ve Valdštejnské zahradě, kde záznam z koncertu nahrála Československá televize. Oceán zažil strmý vzestup a nahrával videoklipy v Řecku. Na začátku roku 1992 vyšel maxisingl Haifa, v němž se nacházely čtyři remixy písní z alba Pyramida snů, a v témže roce vyšla také kompilace 2 1/2 s novými verzemi starších písní a čtyřmi raritními rozhlasovými nahrávkami z let 1985–87.
V roce 1992 vytvořili Petr Muk, Petr Kučera a textař skupiny Petr Hons nový projekt Shalom, který pokračoval i po rozpadu skupiny Oceán. Bratři Vozáryovi s Milanem Bartalským vytvořili hudební formaci Lorien, jejíž eponymní album vyšlo v roce 1993. Ve stejný rok Dušan Vozáry vydal sólové album Déva, a rok nato spolu s Mejlou Hlavsou založil Fiction (1994-1996).
V roce 2011 Oceán obnovil činnost. Zesnulého Petra Muka nahradila zpěvačka Jitka Charvátová. Koncem roku 2014 skupinu opustil Dušan Vozáry. Místo něho se plnohodnotným členem stal kytarista Petr Hons, dlouhodobý textař skupiny. Z působení obnovené skupiny prozatím vzešla dvě hudební alba: Ve smíru z roku 2016 a o dva roky později album Femme Fatale.

## Hudební a vizuální styl
Pod vlivem novoromantické hudby osmdesátých let vycházel zvuk Oceánu z vrstvení syntetizátorových linek a rytmiky elektrických bicích, kterým dominoval melodický, emocionálně zabarvený tenor frontmana Petra Muka. Hudebně Oceán reagoval zejména na anglickou hudbu skupin jako Depeche Mode. Charakteristický byl Oceánu příklon k duchovním tématům a židovské symbolice, které se projevovaly nejen v textech písní, ale rovněž ve vizuální stylizaci a scénickém vystupování skupiny. Mukovy koncertní kostýmy čerpaly nejen z tradičního židovského, ale např. i ze staroegyptského odívání. Na počátku 90. let tyto prvky převzala fanouškovská základna Oceánu a spolu s nárůstem popularity skupiny přerostla v módní vlnu, která se později dále vystupňovala v období fungování formace Shalom.         

## Diskografie

### Studiová alba
- 1990 – Dávná zem (Opus 1990, reedice Monitor 1993, reedice Sony Music/Bonton 2001, reedice Opus 2011)
- 1991 – Pyramida snů (Opus 1991, reedice Monitor 1993, reedice Sony Music/Bonton 2001, reedice Opus 2011)
- 1992 – 2 1/2 (Monitor 1992, reedice Monitor 2001)
- 2011 – 2 3/4 (EMI 2011) – reedice alba 2 1/2 + bonusy
- 2016 – Ve smíru
- 2018 – Femme Fatale

### Singly
- 1988 – Ráchel / Dávná zem
- 1989 – Lék světu / Jeden den
- 1990 – Čas / Sen o měděných jablkách
- 1990 – Narcis / Večer na zámku
- 1991 – Noc je jako... / Černé je nebe
- 1992 – HAIFA remix (Opus 1992) – 12" remixové EP
- 2011 – Odlesk tvůj
- 2013 – Doufám

### Kompilační alba
- 1995 – Dekáda (Monitor 1995) – kompilace
- 2009 – BEST OF (Opus 2009) – kompilace

### Live alba
- 2011 – Roxy – live záznam z koncertu 27. 4. 2011 z pražského klubu Roxy
- 2012 – Pod pyramidou snů (EMI 2012)